# Carex retrofracta
Carex retrofracta är en halvgräsart som beskrevs av Georg Kükenthal. Carex retrofracta ingår i släktet starrar, och familjen halvgräs. Inga underarter finns listade i Catalogue of Life.